# Spaceship (Puddle of Mudd)
Spaceship è un singolo del gruppo post-grunge statunitense Puddle of Mudd, il primo tratto dal loro ultimo album Volume 4: Songs in the Key of Love & Hate. Il video musicale è stato trasmesso in anteprima su Yahoo! Music il 16 novembre 2009.

## Video musicale
Il video, diretto da Petro (The Academy Is, Rufus Wanwright), mostra le ipotetiche cose migliori che si possano trovare in un viaggio spaziale, tra cui razze di donne aliene che fanno strip tease e stuzzicano i membri della band. All'inizio del video, nell'intro, vi è un omaggio a Star Wars con l'ormai classico testo che scorre obliquo. Ad arricchire le bizzarrie delle rockstar, sono presenti anche gli scavezzacollo di Nitro Circus (programma televisivo statunitense simile a Jackass), tra cui Travis Pastrana sulla sua moto fuoristrada firmata.

## Classifiche
| Classifica (2009)                         | Posizione migliore |
| ----------------------------------------- | ------------------ |
| U.S. Billboard Hot Mainstream Rock Tracks | 6                  |
| U.S. Billboard Rock Songs                 | 16                 |
| U.S. Billboard Alternative Songs          | 26                 |